# ۳-هیدروکسی‌پنتانوئیک اسید
۳-هیدروکسی‌پنتانوئیک اسید (به انگلیسی: 3-Hydroxypentanoic acid) با فرمول شیمیایی C۵H۱۰O۳ یک هیدروکسی اسید با شناسه پاب‌کم ۱۰۷۸۰۲ است که جرم مولی آن ۱۱۸٫۱۳ g/mol می‌باشد. هیدروکسی اسیدها گروهی از اسیدهای کربوکسیلیک هستند که یک گروه عاملی هیدروکسیل به آنها افزوده شده است. 